# California Blue
«California Blue» es un sencillo compuesto por Roy Orbison, Jeff Lynne y Tom Petty, y grabado por Roy Orbison el álbum Mystery Girl del álbum, publicado en 1989.
Esta canción alcanzó la posición  #51 en los Billboard Country Music Charts, según la Hot Country Song de Joel Whitburn, el 29 de junio de 1989.

## Formación
- Roy Orbison – vocalista, coro, guitarra acústica.
- Jeff Lynne – coro, guitarra eléctrica, teclados, bajo, productor.
- Tom Petty – vocalista, guitarra acústica.
- Mike Campbell – guitarra acústica, mandolin
- Ian Wallace – tambores, percusión.

## Posicionamiento
| Listas (1989)             | Máxima posición |
| ------------------------- | --------------- |
| Bélgica (Región Flamenca) | 25              |
| Alemania Federal          | 34              |